# Бару (Ендр и Лоара)
Бару (фр. Barrou) је насељено место у Француској у региону Центар, у департману Ендр и Лоара.
По подацима из 2011. године у општини је живело 506 становника, а густина насељености је износила 16,48 становника/km².

## Демографија
| 1962. | 1968. | 1975. | 1982. | 1990. | 2011. |
| ----- | ----- | ----- | ----- | ----- | ----- |
| 620   | 626   | 577   | 551   | 511   | 506   |